# Beintehaa
Beintehaa  är en indisk TV-serie som sändes på Colors TV från 30 december 2013 till 21 november 2014. Preetika Rao och Harshad Aora spelar huvudrollerna.

## Rollista (i urval)
- Preetika Rao         och Aliya Ghulam Haider / Aliya Zain Abdullah
- Harshad Arora        och Zain Osman Abdullah / Rocket Fernandez
- Suchitra Pillai      och Surraiya Osman abdullah
- Naved Aslam          och Osman Abdullah
- Vivek Madan          och Fahad Osman Abdullah
- Gunjan Vijaya        och Nafeesa Fahad Abdullah
- Namrata Pathak       och Shazia Fahad Abdullah